# La cara de Barcelona
La Cara de Barcelona (també anomenada el Cap de Barcelona) és una escultura de grans dimensions de l'artista gràfic i escultor nord-americà Roy Lichtenstein, realitzada en col·laboració amb l'escultor extremeny Diego Delgado Rajado. Es va construir en una època en què la ciutat estava experimentant un canvi radical en infraestructures i decoració urbana per tal de rebre els Jocs Olímpics del 92.
L'obra està situada al passeig de Colom de Barcelona, a prop de l'edifici de Correus i Telègrafs, i és perfectament visible gràcies als seus 15 metres d'altura i 6 d'amplada. L'obra va ser realitzada amb vuit peces prefabricades de pedra artificial, grapes d'acer inoxidable i un revestiment de ceràmica, sumant un total de 90 tones. Pertany a una sèrie de rostres del mateix autor titulada Brushstrokes (pinzellades). Està dissenyada com unes grans pinzellades que formen un rostre sobre un fons de punts cromàtics vermells disposats en relleu i coberts amb mosaic, com a homenatge a aquest element del modernisme català. Els fonts de punts vermells emmarquen l'obra en el moviment conegut com a pop art.